# ذباب أزرق
الذباب الأزرق أو العنتر، (الاسم العلمي Calliphora vomitoria) هو نوع من أنواع الذباب وصنف ينتمي لعائلة الخوتعيات، وهو شائع في العديد من القارات بما في ذلك أوروبا والأمريكتين وأفريقيا. له بطن أزرق معدني وطبقة برتقالية طويلة على جانب الرأس، وهو ذباب كبير الحجم ما يقارب ضعف حجم الذبابة المنزلية. يتغذى الذباب البالغ على الرحيق، تودع الإناث بيضها على الجثث المتعفنة، مما يجعلها حشرات مهمة في علم الحشرات الجنائي، إذ يمكن استخدام بيضها وتوقيت وضع البيض لتقدير وقت الوفاة.

## الوصف
يبلغ طول الذباب الأزرق عادة 10-14 ملم (3⁄8-9⁄16 بوصة) أي ضعف حجم الذبابة المنزلية تقريبًا. الرأس والصدر رماديان باهتان، ولدى مؤخرة الرأس هلبات طويلة برتقالية صفراء. 